# Glorieta de los Hermanos Machado

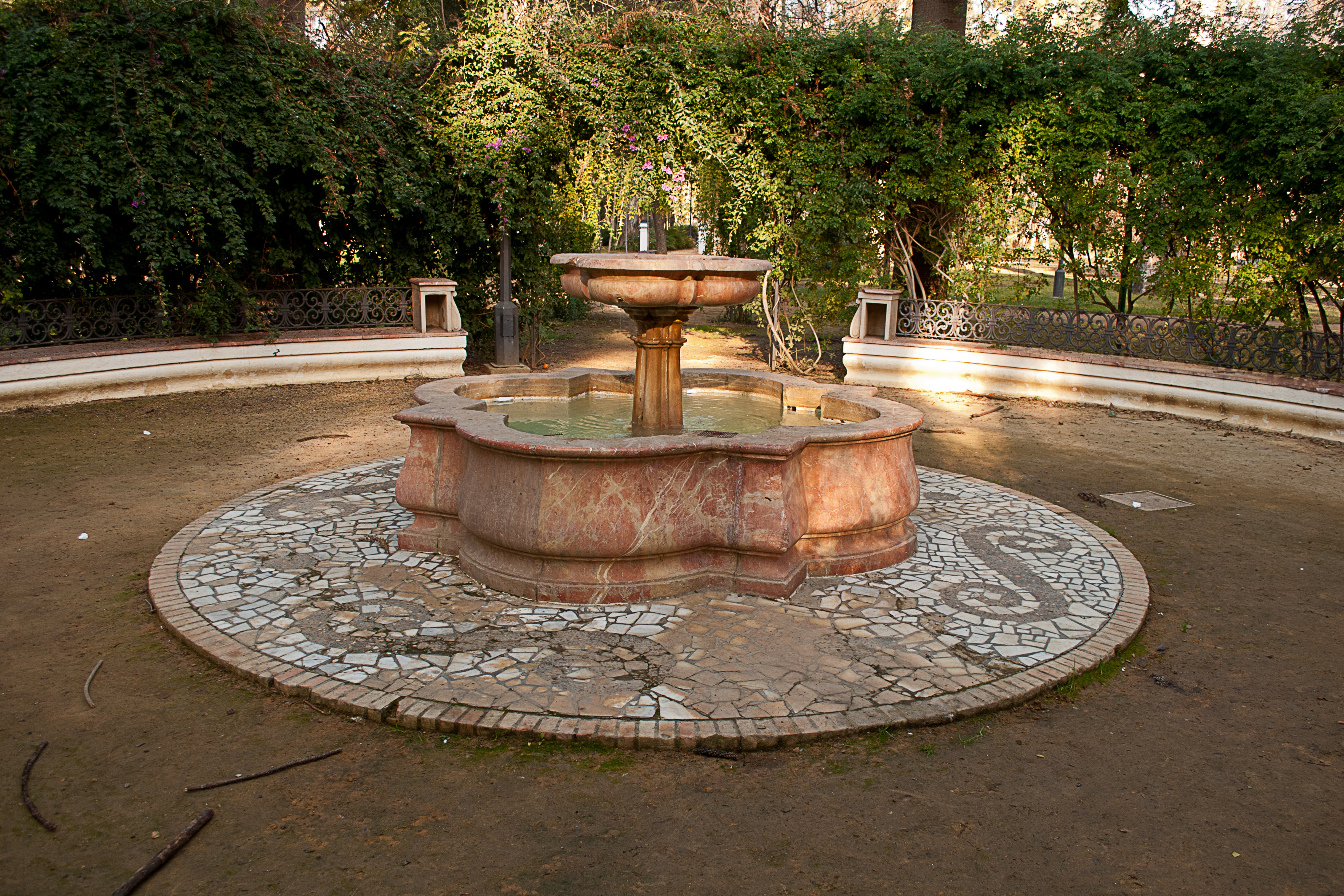
Glorieta de los Hermanos Machado.

La glorieta de los Hermanos Machado se encuentra en el parque de María Luisa de Sevilla, Andalucía, España. Fue realizada en 1931 en homenaje a los escritores Manuel y Antonio Machado.

## Características
Cuenta con una verja oculta por plantas trepradoras. Tiene tres bancos de fábrica con un respaldo de enejado de tipo florista. En el centro hay una fuente de mármol rosa situada sobre un mosaico con motivos geométricos. Cuenta con pérgolas y columnas clásicas para aumentar las ensación de recogimiento.
La glorieta está envuelta por bugambillas, celestinas, jazmines del Cabo, jazmines de las Azores y jazmines arbustivos. En el entorno de esta glorieta está la única araucaria (araucaria bidwillii) de la ciudad.
Está situada cerca de la Plaza de América. La glorieta que tiene más próxima es la pequeña glorieta de los Toreros.